# Euhesma rainbowi
Euhesma rainbowi är en biart som först beskrevs av Cockerell 1929.  Euhesma rainbowi ingår i släktet Euhesma och familjen korttungebin. Inga underarter finns listade i Catalogue of Life.